# Дете
Дете потомак је људског рода. Дете мушког пола се зове дечак, а женског девојчица.
Сваки дечак и девојчица доживљавају разне промене од рођења па до постизања зрелости. Те промене су физиолошке (физичке) и психичке природе. Може се рећи да дете пролази кроз етапе развоја, од којих свака има своје специфичности. Оне су свакако, све једнако важне, али нису и једнако „тешке“ према својим захтевима и проблемима. Један од најбурнијих периода је прелаз између детињства и зрелог доба — пубертет и адолесценција. То је последња фаза биолошког развоја у коју дечји организам улази око једанаесте године, мада ту старосну границу треба прихватити са резервом. Уобичајено је повезивати пубертет са раздобљем у коме долази до полног сазревања младих, али то је само један аспект. У току пубертета долази до телесног сазревања при коме сва ткива и сви органи добијају своју коначну форму, структуру и функционална својства. Све те промене праћене су и различитим манифестацијама понашања.
Прелаз од дечака ка мушкарцу и од девојчице ка жени је условљен пре свега цивилизацијским и културним постигнућима друштва у коме дотични појединац живи. По правилу, што је заједница примитивнија, доба адолесценције је краће. Наиме, код неких племена, полна зрелост представља једини критеријум за зрелост уопште. У савременијим друштвима, осим телесне зрелости, од младих се очекује да стекну и одређено искуство и знање како би се сматрали одраслим људима и добили нека права која до тада нису имали. С обзиром да такво друштво поставља веће захтеве, постизање зрелости траје дуже.
Појам дете исто тако може да означава однос са родитељем (као што су синови и кћери било ког узраста) или, метафоричном, ауторитативном фигуром, или да означава припадност групи у смислу клана, племена, или религије; смисао речи може да буде у великој мери под утицајем специфичног времена, места, или околности, као у изразу „дете природе” или „дете шездесетих”.

## Правне, биолошке, друштвене дефиниције
Правно, термин „дете” се може односити на особе које млађе од доба пунолетства или од неке друге старосне границе. Конвенција о правима детета Уједињених нација дефинише дете као „људско биће испод узраста од 18 година, осим ако се под законом применљивим на дете, пунолетност не достиже раније”. Ово су ратификовале 192 од 194 земаља чланица. Термин „дете” се такође може односити на особу испод неког другог правно дефинисаног граничног узраста, невезаног за доба пунолетстава. У Сингапуру, на пример, „дете” се правно дефинише као особа испод узраста од 14 година под „Законом о деци и младима”, док је доба пунолетства 21 година. У Имиграционом закону САД, дете је особа која је млађа од 21 године.
Биолошки, дете је генерално свака особа између рођења и пубертета. Неке енглеске дефиниције речи дете обухватају фетус (који се понекад назива нерођеним). У многим културама, дете се сматра одраслим ако прође кроз обред зрелости, што може или не мора одговарати времену пубертета.
Деца генерално имају мања права од одраслих и класификују се као неспособна за доношење озбиљних одлука, и правно увек морају да буду под надзором одговорне одрасле особе или дечијег старатеља, независно од тога да ли су родитељи разведени. Препознавање детињства као стања које се разликује од зрелости почело се јавља у 16. и 17. веку. Друштво је почело да се односи према деци не као према минијатурним одраслим особама, већ као особама са нижим степеном зрелости којима је потребна заштита, љубав и нега. Ова промена може се пратити на сликама. У средњем веку, деца су портретисана у уметности као минијатурне одрасле особе без дечијих карактеристика. У 16. веку, слике деце су почеле да стичу особен дечији изглед. Од краја 17. века па надаље, деца су приказивана како се играју играчкама, а касније је и књижевност за децу почела да се развија.

## Развиће
Свако дете пролази кроз многе фазе друштвеног развоја. Новорођено дете или врло младо дете ће се срећно играти. Ако неко друго дете уђе у сцену, он или она може бити физички нападнут или одгурнут. Затим, дете стиче способност да се игра са још једним дететом, постепено учећи да дели и размењује. Коначно, група расте, на троје или четворо деце. Док дете уђе у вртић, он или она може обично да се придружи и ужива у групним искуствима.
Док деца расту, она уче како да извршавају неке задатке у хронолошком редоследу. Она уче како да дају приоритет својим циљевима и акцијама. Њихово понашање се мења док стичу нове перспективе од других људи. Деца уче како да симболично представљају одређене ствари и упознају се са новим видовима опхођења.

## Здравље
Деци са хиперкинетичким поремећајем и потешкоћама у учењу је често неопходна додатна помоћ у развоју друштвених вештина. Импулсивне карактеристике детета са хиперкинетичким поремећајем могу довести до лоших односа са вршњацима. Деца са малим распоном пажње могу да имају потешкоћа са уочавањем и разумевањем друштвених знакова свог окружења, што може да им отежа стицање друштвених вештина путем искуства. Здравствени проблеми који утичу на децу понекад зависе од пола; на пример, вероватније је да ће дечаци бити дијагнозирани са аутизмом него девојчице.

## Доба одговорности
Узраст при коме се деца сматрају одговорним за своје друштвене активности (нпр. брак, гласање, итд.) такође су се временом мењали, што се рефлектује у начину на који се деца третирају на судовима. У римским временима, деца нису сматрана кривим за злочине, и то је положај који је касније усвојила црква. У 19. веку, деца млађа од седам година су сматрана неспособним за почињавање злочина. Деца од седам година надаље су сматрана одговорним за своје поступке. Због тога су она могла да буду суочена са кривичним оптужбама, послата у затвор за одрасле особе и да буду кажњена као одрасли, бичевањем, жигосањем или вешањем. У данашње време, у многим земљама попут Канаде и Сједињених Држава, деца старија од 12 година су одговорна за своје поступке. Она могу да буду послата у специјалне поправне институције, као што је малолетнички притвор.
Истраживања су показала да најмање 25 земаља широм света нема одређени узраст за обавезно образовање. Минимални узраст за запошљавање и брак такође варирају. У најмање 125 земаља, деца узраста од 7-15 година се могу изводити пред суд и ризиковати затварање због кривичних дела. Старосна граница добровољне/мандаторне војне службе такође је спорна на међународном нивоу. У неким земљама, деца су законски обавезна да иду у школу док нису стара 14 или 15 година, али могу радити и пре тог доба. Дечије право на образовање се угрожава раним браком, дечијим радом и стављањем у затвор.

## Морталитет деце
Током раног 17. века у Енглеској, просечни животни век је био само око 35 година, углавном због тога што би две трећине деце преминуло пре четврте године живота. Током индустријске револуције, животни век деце је драматично порастао.
Према стручњацима за популационо здравље, стопа смртности деце је нагло пала од деведесетих. Око 12,6 милиона дојенчади млађих од пет година умирало је годишње широм света 1990. године, што је смањено на 6,6 милиона умрле одојчади у 2012. години. Стопа смртности одојчади је пала са 90 смртних случајева на 1.000 живорођених у 1990, на 48 у 2012. години. Највише просечне стопе смртности новорођенчади су у подсахарској Африци, са 98 смртних случајева на 1.000 живорођених - више него двоструки светски просек од 48 година.

## Образовање
Образовање, у општем смислу, односи се на чин или процес преношења или стицања општег знања, развијања моћи расуђивања и процене и интелектуалне припреме за зрео живот. Формално образовање се најчешће одвија кроз школовање. Неке владе признају право на образовање. На глобалном нивоу, Члан 13 Међународног споразума о економским, социјалним и културним правима Уједињених нација из 1966. признаје право сваког на образовање. Образовање је обавезно у већини места до извесног узраста, мада присуствовање школи не мора да буде, уз постојање алтернативних опција, као што су образовање код куће или електронско учење која се признају као валидне форме образовања у појединим инстанцама.
Деца у немим земљама (посебно у деловима Африке и Азије) често се држе ван школе или присуствују само током кратких периода. Подаци из Уницефа показују да је 2011, 57 милиона деце није похађало школу; и више од 20% афричке деце никад није ишло у основну школу или није завршило основну школу. Према УН извештају, ратовање спречава 28 милиона деце широм света да добију образовање, услед ризика од насиља и напада у школама. Други фактори који спречавају децу да похађају школу су сиромаштво, дечији рад, друштвени атрибути, и удаљеност школе.
Године 2017, студија професора Андреја Кимпијна је показала да чак и девојчице са само шест година могу да имају идеју да је „генијалност” вероватнија код мушкараца. Студија је такође указала да то доводи до формирања полних стереотипа.

## Активност детета
Из законитости да „функција развија орган” произилази да се дечји организам развија у оној мери у којој је активан. Дете је, пре свега, активно биће и за њега поступци које врши, кретање, покушаји, трагања, игре и друге активности представљају природне путеве, односно начине помоћу којих се развија и учи. Ове активности су срж програма васпитно-образовног рада у предшколској установи, чији садржаји, као и поступци васпитача, добијају смисао у оној мери у којој су децу покренули на њих у складу са циљевима и задацима васпитања и образовања. Само тако васпитно-образовни поступак може да се заснује на интересовању деце за прави живот, социјалну и природну средину којом су окружена, њиховој радозналости и потреби за стваралачким истраживањем. Према једном савременијем приступу проблематици учења и развоја више се ни на најмлађу децу не гледа као на бића која располажу само навикама и меморијом, већ као на субјекте који су способни да испитују предмете и појаве, анализирају их, увиђају разлике, откривају сличности, закључују о односима, организују нове синтезе и иду преко датих информација, само ако им се за то пружи подесна могућност и на одговарајући начин се усмере. Као што је доказао Ж. Пијаже, мисао постоји само преко структура које дете уводе у ствари, а сазнање носи печат његове личне интерпретације. Преко активних односа у које улази са стварима и људима око себе, повратних информација које му долазе као последица његових активности, дете, са једне стране, сазнаје стварност која га окружује, а са друге, испитује своје могућности за деловање у тој стварности, односно, остварује сопствени идентитет.
Учење мора да буде активан процес, јер ако је знање једна унутрашња конструкција, ништа што је дете научило није му у готовом облику дато од других. Активности деце о којима је реч разликују се од руковођених активности у којима се извршава воља других, односно, оне се одређују као самосталне или усмерене вољне радње за постизање одређених циљева или резултата који за децу имају смисла. Имајући у виду различите изворе сазнања до кога долазе деца, активности су подељене на следећи начин:
| Врсте сазнања     | Врсте активности |
| ----------------- | --- |
| физичко сазнање   | Деловање на физичку стварност а) Перцептивно-моторне активности б) Откривачке активности                                                                           |
| социјално сазнање | Активности комплементарне деловању васпитача а) Посматрачке и рецептивне активности б) Здравствено-хигијенске активности Учествовање у околном животу и стварности |
| логичко сазнање   | Прерађивање, превазилажење и дистанцирање од појавног и датог а) Активности резоновања, увиђања и изумевања б) Активности представљања, изражавања и стварања.     |

## Галерија
- Једногодишње дете
- Двогодишње дете
- Трогодишње дете
- Четворогодишње дете
- Петогодишње дете
- Седмогодишње дете
- Осмогодишње дете
- Деветогодишње дете
- Једанаестогодишњне дете
- Дванаестогодишње дете